# Nederlandse Omroep Stichting

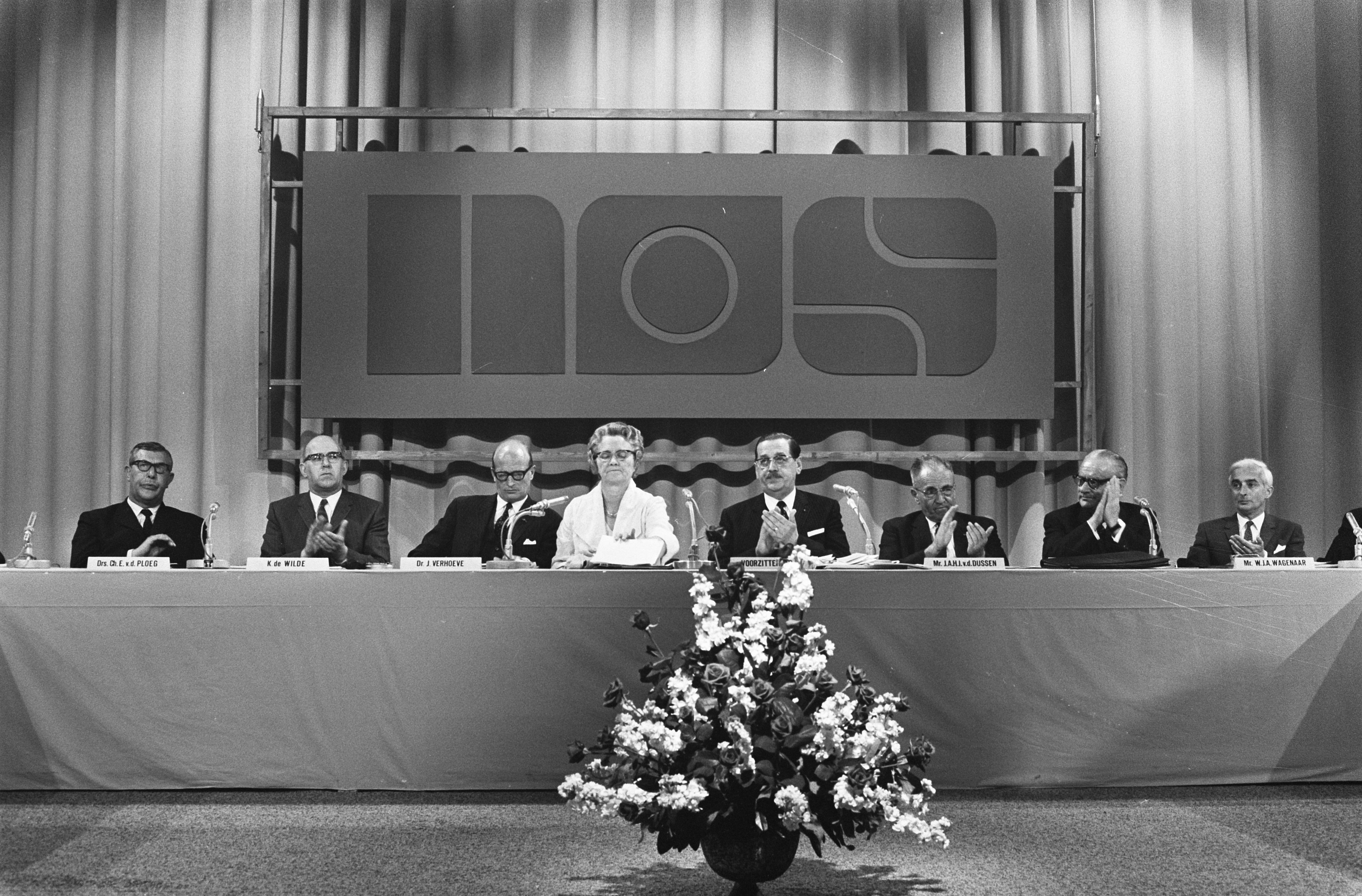
Zarząd NOS (1969)

Nederlandse Omroep Stichting (wym. [ˈneːdərˌlɑntsə ˈʔɔmrup ˌstɪxtɪŋ]; pol. Holenderska Firma Nadawcza), skrótowo NOS – holenderski nadawca publiczny. Jest jedną z organizacji nadawczych tworzących Nederlandse Publieke Omroep (NPO). Ma szczególny obowiązek tworzenia wiadomości i programów sportowych dla trzech holenderskich publicznych kanałów telewizyjnych i holenderskich publicznych stacji radiowych.
Zadania fundacji wynikają z Ustawy o mediach z 2008 roku, która ogłasza, iż NOS ma opracowywać regularne i częste programy o charakterze usług publicznych, w tym w szczególności pełny i bezstronny serwis informacyjny oraz relacje z procedur i debat parlamentarnych, a także sprawozdań z wydarzeń sportowych i innych imprez krajowych. NOS pełni również funkcję koordynatora technicznego dla Nederlandse Publieke Omroep (NPO). 
Jest częścią Europejskiej Unii Nadawców.

## Historia
W 1947 roku powstał Holenderski Związek Radiowy (NRU). Po kilku nieudanych próbach stworzenia publicznego systemu nadawczego i połączenia ze stacją krajową, NRU został utworzony jako związek stowarzyszeń nadawczych, które zapewniły wsparcie operacyjne.  Stowarzyszenia były odpowiedzialne za własne osiągnięcia, ale studiami, orkiestrami i zewnętrznymi obiektami nadawczymi zarządzała NRU. Cotygodniowe słuchowiska radiowe były również domeną NRU i działały do 1986 roku. NRU stała się holenderskim członkiem założycielem Europejskiej Unii Nadawców w 1950 roku.
Tymczasem Holenderska Służba Telewizyjna (NTS) została utworzona w 1951 r., dwa lata po powrocie telewizji publicznej do fal radiowych.

## Programy telewizyjne
NOS jest odpowiedzialny za programy informacyjne, sportowe, polityczne i wydarzenia w publicznych sieciach telewizyjnych. Produkuje programy takie jak:
- NOS Journaal – jeden z najważniejszych programów informacyjnych w Holandii, nadawany w NPO 1, NPO 2 oraz czasami NPO 3. Często jest on nazywany achtuurjournaal.
- NOS Jeugdjournaal – program informacyjny skierowany dla dzieci w wieku 8–12 lat, nadawany na kanale NPO Zapp (holenderskim odpowiedniku polskiego kanału TVP ABC). Nadawany jest o godzinie 19:00 i trwa ok. 20 minut.
- Nieuwsuur – program zapewniający wiadomości i relacje polityczne na temat nocnego godzinnego programu magazynu informacyjnego NPO 2. Jest produkowany razem z NTR.

### Kanały tematyczne
Oprócz nadawania w trzech głównych kanałach telewizji publicznej, NOS jest również odpowiedzialny za dwa kanały cyfrowe:
- NPO Nieuws – kanał informacyjny, odpowiednik polskiego TVP Info.
- NPO Politiek – kanał emitujący treści polityczne, oraz obrady parlamentarne Holandii.